# Wyszków (gmina)
Pour les articles homonymes, voir Wyszków.
La gmina Wyszków est un district administratif situé en milieu mixte (urbain-rural) du powiat de Wyszków dans la voïvodie de Mazovie, dans le centre-est de la Pologne.
Son siège administratif (chef-lieu) est la ville de Wyszków, qui se situe environ 53 km au nord-est de Varsovie (capitale de la Pologne).
La gmina couvre une superficie de 165,6 km2 pour une population de 37 872 habitants en 2006.

## Histoire
En 1975-1998, la gmina était située dans la voïvodie d'Ostrołęka

## Géographie

### Villages
Outre la ville de Wyszków, la gmina comprend les villages de :

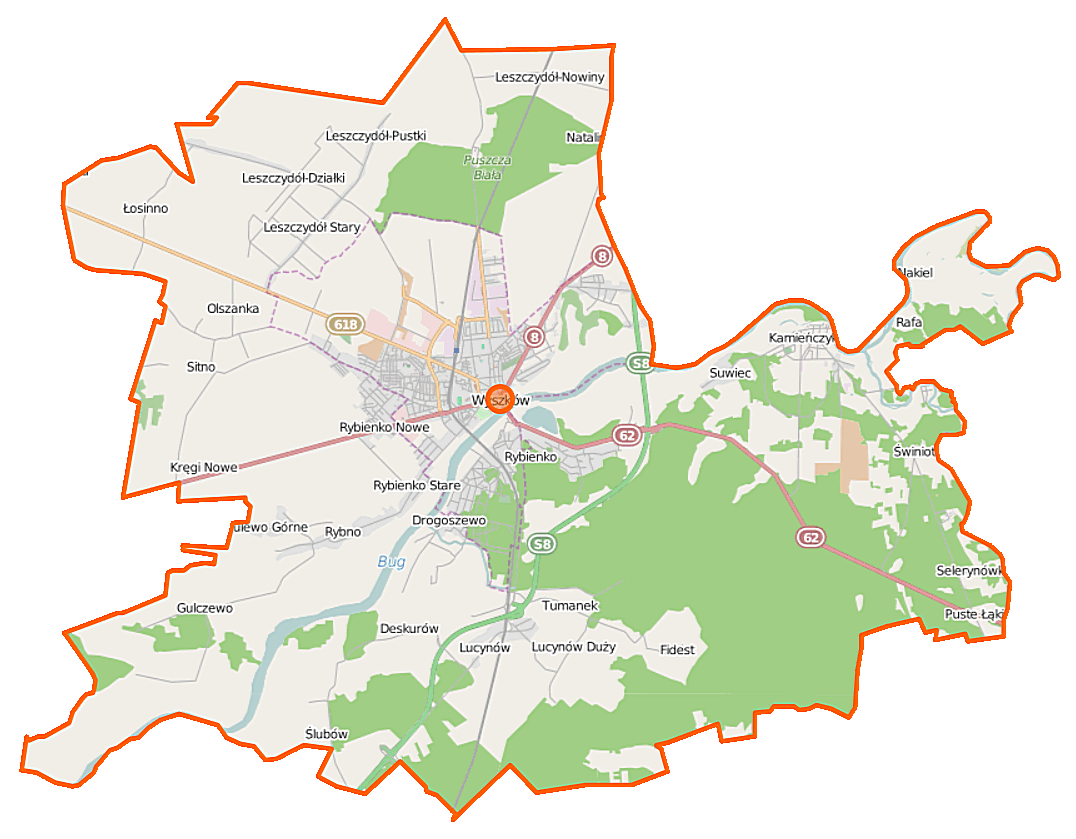
Plan de la gmina

- Deskurów
- Drogoszewo
- Fidest
- Gulczewo
- Kamieńczyk
- Kręgi Nowe
- Leszczydół Działki
- Leszczydół Stary
- Leszczydół-Nowiny
- Leszczydół-Podwielątki
- Leszczydół-Pustki
- Łosinno
- Lucynów
- Lucynów Duży
- Natalin
- Olszanka
- Puste Łąki
- Rybienko Nowe
- Rybienko Stare
- Rybno
- Sitno
- Skuszew
- Ślubów
- Świniotop
- Tulewo
- Tulewo Górne
- Tumanek

### Gminy voisines
La gmina de Wyszków est bordée des gminy de :
- Brańszczyk
- Dąbrówka
- Jadów
- Łochów
- Rząśnik
- Somianka
- Zabrodzie

## Structure du terrain
D'après les données de 2002, la superficie de la commune de Wyszków est de 165,6 km2, répartis comme telle :
- terres agricoles : 53 %
- forêts : 29 %

La commune représente 18,89 % de la superficie du powiat.

## Démographie
Données du 30 juin 2004 :
| Description        | Total  | Total | Femmes | Femmes | Hommes | Hommes |
| ------------------ | ------ | ----- | ------ | ------ | ------ | ------ |
| Unité              | Nombre | %     | Nombre | %      | Nombre | %      |
| Population         | 37 715 | 100   | 19 342 | 51,3   | 18 373 | 48,7   |
| Densité (hab./km²) | 227,7  | 227,7 | 116,8  | 116,8  | 110,9  | 110,9  |